# Борки (Воронежская область)
Борки — деревня в Рамонском районе Воронежской области.
Входит в состав Берёзовского сельского поселения.

## География

### Улицы
- ул. Мира
- ул. Победы
- ул. Степная
- пер. Луговой

## Население
| 1859 | 2010 |
| ---- | ---- |
| 360  | ↘38  |